# Liste der ehemaligen katholischen Diözesen
Die Liste der ehemaligen katholischen Diözesen enthält alle aufgehobenen Diözesen und diesen gleichgestellte Teilkirchen der römisch-katholischen Kirche, die aus 24 Kirchen eigenen Rechts, nämlich der lateinischen Kirche (auch römische Kirche genannt) und 23 unierten Kirchen, besteht.
Die Sortierung erfolgt nach Staaten und Kirchenprovinzen. Immediate oder exemte Diözesen gehörten zu keiner Kirchenprovinz und waren direkt dem Papst unterstellt.
Nicht enthalten sind die Diözesen, deren Bischofssitz als Titularbistum weiter besteht. Diese sind in der Liste der römisch-katholischen Titularbistümer aufgeführt.
Bestehende Diözesen finden sich in der Liste der römisch-katholischen Diözesen.

## Albanien
- Kirchenprovinz Shkodra-Pult: Bistum Pult

## Belgien
- Kirchenprovinz Mechelen: Bistum Eupen-Malmedy, Bistum Saint-Omer, Bistum Ypern

## Bosnien-Herzegowina
- Kirchenprovinz Vrhbosna: Bistum Trebinje-Mrkan

## China
- Kirchenprovinz Khanbalik: Bistum Quanzhou, Mission sui juris Yining

## Dänemark

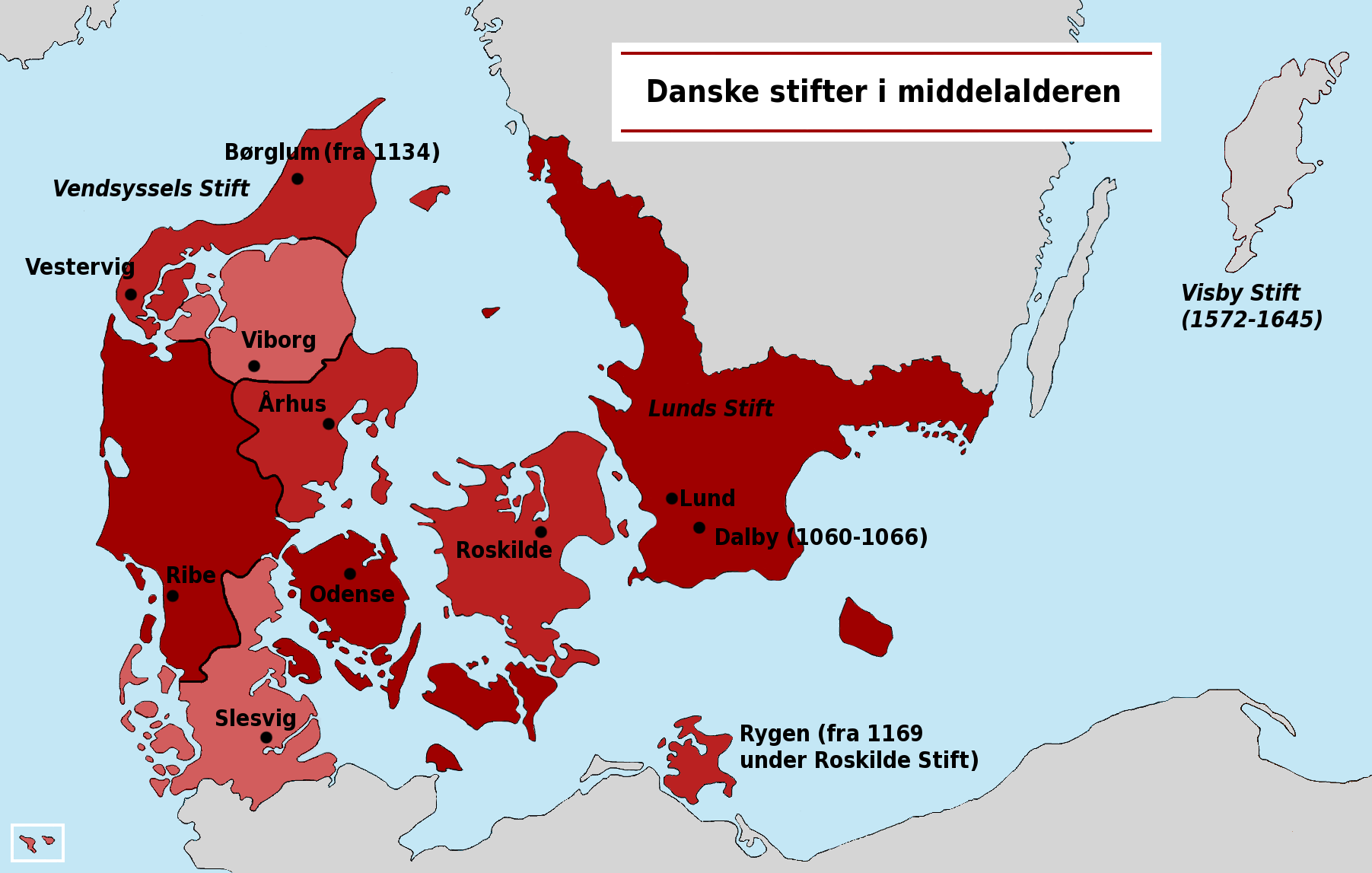
Dänische Bistümer im Mittelalter

- Kirchenprovinz Lund: Bistum Århus, Bistum Børglum, Bistum Odense, Bistum Ripen, Bistum Roskilde, Bistum Vestervig, Bistum Viborg
- Kirchenprovinz Nidaros: Bistum Färöer, Bistum Garðar

## Deutschland und Österreich
- Kirchenprovinz Hamburg und Bremen: Bistum Bremen, Bistum Lübeck, Bistum Mecklenburg, Bistum Oldenburg, Bistum Ratzeburg, Bistum Schwerin
- Kirchenprovinz Lund: Bistum Schleswig,[1]
- Kirchenprovinz Köln: Bistum Minden
- Kirchenprovinz Magdeburg: Erzbistum Magdeburg, Bistum Brandenburg, Bistum Havelberg, Bistum Lebus, Bistum Meißen, Bistum Merseburg, Bistum Naumburg
- Kirchenprovinz Mainz: Bistum Büraburg, Bistum Corvey, Bistum Halberstadt, Bistum Konstanz, Bistum Verden, Bistum Worms
- Kirchenprovinz Salzburg: Bistum Chiemsee, Bistum Leoben, Bistum Neuburg
- Kirchenprovinz Breslau: Prälatur Schneidemühl
- Kirchenprovinz Riga: Bistum Kulm, Bistum Pomesanien, Bistum Samland
- Kirchenprovinz Wien: Bistum Wiener Neustadt
- Kirchenprovinz Salzburg: Bistum Leoben[2]
- Immediat: Bistum Cammin

## Estland
- Kirchenprovinz Riga: Bistum Dorpat, Bistum Ösel-Wiek
- Kirchenprovinz Uppsala: Bistum Reval

## Finnland
- Kirchenprovinz Uppsala: Bistum Turku

## Frankreich
- Kirchenprovinz Aix: Bistum Apt, Bistum Riez, Bistum Sisteron
- Kirchenprovinz Albi: Bistum Javols, Bistum Vabres
- Kirchenprovinz Arles: Erzbistum Arles, Bistum Toulon, Bistum Orange, Bistum Saint-Paul-Trois-Châteaux
- Kirchenprovinz Auch: Bistum Couserans, Bistum Comminges, Bistum Lectoure, Bistum Lescar, Bistum Oloron, Bistum Dax, Bistum Bazas
- Kirchenprovinz Avignon: Bistum Cavaillon, Bistum Carpentras, Bistum Maguelone, Bistum Vaison
- Kirchenprovinz Bordeaux: Bistum Maillezais, Bistum Saintes, Bistum Sarlat
- Kirchenprovinz Embrun: Erzbistum Embrun, Bistum Senez, Bistum Glandèves, Bistum Vence, Bistum Grasse
- Kirchenprovinz Genua: Bistum Aléria, Bistum Mariana, Bistum Nebbio und Bistum Sagone (alle auf Korsika)
- Kirchenprovinz Lyon: Bistum Chalon, Bistum Mâcon, Bistum Bourg-en-Bresse
- Kirchenprovinz Narbonne: Erzbistum Narbonne, Bistum Agde, Bistum Alais, Bistum Alet, Bistum Béziers, Bistum Lodève, Bistum Saint-Pons-de-Thomières, Bistum Uzès
- Kirchenprovinz Reims: Bistum Boulogne, Bistum Laon, Bistum Noyon, Bistum Senlis, Bistum Thérouanne
- Kirchenprovinz Rouen: Bistum Avranches, Bistum Lisieux
- Kirchenprovinz Sens: Bistum Auxerre, Bistum Clamecy
- Kirchenprovinz Tarentaise: Erzbistum Tarentaise
- Kirchenprovinz Toulouse: Bistum Condom, Bistum Mirepoix, Bistum Rieux, Bistum Saint Papoul, Bistum Lavaur, Bistum Lombez
- Kirchenprovinz Tours: Bistum Tréguier, Bistum Saint-Pol-de-Léon, Bistum Saint-Malo, Bistum Dol
- Kirchenprovinz Trier: Bistum Toul
- Kirchenprovinz Vienne: Erzbistum Vienne, Bistum Die, Bistum Saint-Jean-de-Maurienne
- Immediat: Abtei Cluny

## Griechenland
- Kirchenprovinz Korfu: Bistum Cefalonia, Bistum Zante
- Kirchenprovinz Naxos-Tinos: Bistum Andros, Bistum Mykonos, Bistum Kea, Bistum Milos, Bistum Tinos

## Großbritannien
England und Wales
1. Kirchenprovinz Canterbury: Erzbistum Canterbury, Bistum Bath, Bistum Bath & Wells, Bistum Chichester, Bistum Cornwall, Bistum Coventry, Bistum Crediton, Bistum Dorchester, Bistum Dunwich, Bistum Elmham, Bistum Ely, Bistum Exeter, Bistum Hereford, Bistum Hexham, Bistum Leicester, Bistum Lichfield, Bistum Lincoln, Bistum Lindsey, Bistum London, Bistum Norwich, Bistum Rochester, Bistum Salisbury, Bistum Selsey, Bistum Sherborne, Bistum Thetford, Bistum Wells, Bistum Winchester, Bistum Whithorn, Bistum Worcester, sowie in Wales: Bistum St Asaph, Bistum Llandaff, Bistum Bangor, Bistum St Davids
2. Kirchenprovinz York: Erzbistum York, Bistum Carlisle, Bistum Durham, Bistum Lindisfarne, Bistum Ramsbury, Bistum Sodor & Man

Schottland
1. Kirchenprovinz Glasgow: Erzbistum Glasgow, Bistum Dunblane, Bistum Dunkeld, Bistum Lismore in Schottland, Bistum Withorn
2. Kirchenprovinz St Andrews: Erzbistum St Andrews, Bistum Brechin, Bistum Dornoch, Bistum Elgin, Bistum Fortrose, Bistum Kirkwall
3. Kirchenprovinz Nidaros: Bistum Shetland

## Indien
- Kirchenprovinz Goa: Bistum Daman, Bistum São Tomé von Meliapore

## Irak
- Chaldäisches Patriarchat von Babylon: Bistum Sulaimaniya

## Island
- Kirchenprovinz Nidaros: Bistum Hólar, Bistum Skálholt

## Italien
- Kirchenprovinz Aquileia: Patriarchat Aquileia
- Kirchenprovinz Bari: Bistum Bitonto, Bistum Ruvo
- Kirchenprovinz Benevent: Bistum Nusco
- Kirchenprovinz Campobasso: Bistum Larino, Bistum Venafro
- Kirchenprovinz Manfredonia: Bistum Vieste
- Kirchenprovinz Messina: Bistum Lipari, Bistum Lipari-Patti, Prälatur Santa Lucia del Mela
- Kirchenprovinz Perugia: Bistum Nocera Umbra, Bistum Gualdo Tadino
- Kirchenprovinz Rom: Territorialabtei St. Paul vor den Mauern
- Immediat: Bistum Amelia, Bistum Atri, Bistum Cingoli, Bistum Città della Pieve, Bistum Matelica, Bistum Narni, Bistum Nepi, Bistum Norcia, Bistum Numana, Bistum Osimo, Bistum Recanati, Bistum Todi

## Japan
- Kirchenprovinz Osaka: Bistum Takamatsu

## Kanada
- Bistum Alexandria-Cornwall
- Bistum Gravelbourg
- Bistum Labrador City-Schefferville
- Bistum Mont-Laurier
- Bistum Yarmouth

## Kroatien
- Bistum Knin
- Bistum Makarska
- Bistum Modruš
- Bistum Nin
- Bistum Osor
- Bistum Pula
- Bistum Rab
- Bistum Senj
- Bistum Trogir

## Lettland
- Kirchenprovinz Riga: Bistum Kurland, Bistum Uexküll, Bistum Wenden

## Republik Moldau
- Immediat: Bistum Tiraspol

## Montenegro
- Kirchenprovinz Bar: Bistum Budva, Bistum Ulcinj

## Myanmar
- Kirchenprovinz Goa: Apostolisches Vikariat Ava und Pegù

## Niederlande
- Kirchenprovinz Utrecht: Bistum Leeuwarden, Bistum Deventer, Bistum Middelburg

## Norwegen
- Kirchenprovinz Nidaros: Erzbistum Nidaros, Bistum Bergen, Bistum Hamar, Bistum Oslo, Bistum Stavanger

## Polen
- Bistum Augustów
- Bistum Julin
- Bistum Pomesanien
- Bistum Sejny
- Bistum Wigery

## Portugal
- Bistum Castelo Branco
- Bistum Dume
- Bistum Elvas
- Bistum Penafiel
- Bistum Pinhel

## Russland
- Kirchenprovinz Riga: Bistum Samland
- Kirchenprovinz Gnesen: Bistum Smolensk
- Immediat: Bistum Wladiwostok

## Schweden
- Kirchenprovinz Lund: Erzbistum Lund
- Kirchenprovinz Uppsala: Erzbistum Uppsala, Bistum Dalby, Bistum Linköping, Bistum Sigtuna, Bistum Skara, Bistum Strängnäs, Bistum Västerås

## Somalia
- Immediat: Bistum Mogadischu (defacto)

## Tschechien
- Kirchenprovinz Prag: Bistum Litomyšl (Leitomischl)

## Belarus
- Bistum Minsk (1869–1917 Personalunion mit Mahiljou)

## Belege
1. ↑  Friedrich Wilhelm Putzger: Putzger historischer Weltatlas. 96. Aufl., Cornelsen-Velhagen & Klasing, Berlin 1974, daraus Karte Kirchliche Organisation Europas um 1500, S. 61.
2. ↑  Conrad Eubel: Hierarchia catholica medii aevi, sive Summorum pontificum, S.R.E. cardinalium, ecclesiarum antistitum series ... e documentis tabularii praesertim vaticani collecta, digesta, edita. Monasterii Sumptibus et typis librariae Regensbergianae, 1913 (archive.org [abgerufen am 4. Mai 2025]).